# ألبرتو أندرسون
ألبرتو أندرسون (بالإسبانية: Alberto Anderson)‏ هو مجدف أرجنتيني، (و. 1900  م).

## وصلات خارجية
- ألبرتو أندرسون على موقع الاتحاد الدولي للتجديف (الإنجليزية)
- ألبرتو أندرسون على موقع أوليمبيديا (الإنجليزية)